# Alessandro della Marra

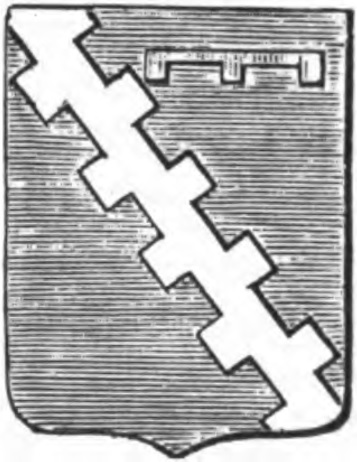
Stemma della famiglia Della Marra.

Alessandro della Marra (... – Santa Severina, 1509) è stato un arcivescovo cattolico italiano.

## Biografia
Figlio minore di Matteo Antonio della Marra e Caterina Dentice, si addottorò in utroque iure ossia in diritto civile e canonico e fu protonotario apostolico. Nel 1488 papa Innocenzo VIII lo nominò arcivescovo di Santa Severina. Quale membro della nobile e potente famiglia della Marra, nel 1494 intervenne con altri alti prelati del regno alla incoronazione di re Alfonso II.
Ricostruì il palazzo arcivescovile di Santa Severina che era ridotto in rovina e abbellì la cattedrale.
Nel 1502 restaurò la chiesa di San Nicola Vescovo in Ceppaloni, cittadina che la sua famiglia possedeva in feudo. Egli fu anche rettore della chiesa parrocchiale di Santa Maria in Piano in Ceppaloni.
Fu sepolto nella Chiesa di Montevergine. Il sepolcro rimase distrutto durante il trasloco nel sec. XVII.